# La isla (programa de televisión)
La isla es un programa televisivo, dentro de la categoría reportaje/documental, producido y presentado por Pedro García Aguado para La Sexta. El programa, fue estrenado el miércoles 17 de mayo de 2017.

## Dinámica
El programa consiste en la supervivencia de 15 personas sin ningún medio que les facilite la vida entre animales e inclemencias meteorológicas. Dichas personas son abandonadas en grupo durante un mes con tan solo la ropa que llevan puesta y un pequeño kit de herramientas, y ni siquiera se encuentran rodeados por un equipo de grabación, sino que son ellos mismos los encargados de filmar sus hazañas y desventuras. Asimismo, en este formato no hay nominaciones, expulsiones ni premios más allá de testar hasta dónde son capaces los náufragos de llegar por sí mismos. En definitiva, el objetivo es descubrir si el hombre es capaz de regresar a su yo más primario y sobrevivir en un entorno hostil sin recursos.

## La isla (2017)

### Participantes
|                        | Concursantes            | Residencia | Edad                                       | Ocupación |
| ---------------------- | ----------------------- | ---------- | ------------------------------------------ | --------- |
|                        | José María 'Cuco' Recio | Madrid     | 32                                         | Abogado   |
| Antonio Cervera        | Castellón               | 35         | Vigilante y patrón de salvamento marítimo  |           |
| Juan Toral             | Úbeda                   | 32         | Médico                                     |           |
| Santiago Cejas         | Córdoba                 | 27         | Productor musical, audiovisual y sonidista |           |
| Manuel Olmo            | Sevilla                 | 19         | Cocinero y cantante                        |           |
| David I. Miguel Alcalá | Madrid                  | 35         | Operador de cámara                         |           |
| Daniel Leal            | Cádiz                   | 31         | Operador de cámara                         |           |
| Juanma Velasco         | Madrid                  | 23         | Turismólogo                                |           |
| Rafael Jurado          | Cantabria               | 72         | Soldador submarinista jubilado             |           |
| Fernando Díaz          | Asturias                | 39         | Fisioterapeuta y profesor de yoga          |           |
| David Martinez         | Valladolid              | 39         | Periodista de videojuegos                  |           |
| Iker Aguirregaray      | Vizcaya                 | 30         | Educador social                            |           |
| Jorge 'Legi'           | Madrid                  | 42         | Operador de cámara                         |           |
| Chus Martínez          | Madrid                  | 42         | Operador de cámara                         |           |
| Miguel Ferrero         | Madrid                  | 43         | Empresario y entrenador                    |           |

### Audiencias
| N.º | Fecha de emisión    | Audiencia        |
| --- | ------------------- | ---------------- |
| 1   | 11 de mayo de 2017  | 1 446 000 (8,5%) |
| 2   | 24 de mayo de 2017  | 1 427 000 (8,3%) |
| 3   | 31 de mayo de 2017  | 1 348 000 (7,9%) |
| 4   | 7 de junio de 2017  | 1 338 000 (7,8%) |
| 5   | 14 de junio de 2017 | 1 247 000 (7,7%) |
| 6   | 21 de junio de 2017 | 1 098 000 (7,1%) |
| 7   | 28 de junio de 2017 | 896 000 (5,4%)   |
| 8   | 5 de julio de 2017  | 1 024 000 (6,8%) |

## La isla (2020)

### Participantes
|               | Concursantes | Residencia | Edad                                | Ocupación |
| ------------- | ------------ | ---------- | ----------------------------------- | --------- |
|               | Pitty        | Albacete   | 30                                  | Youtuber  |
| Mireia Borrás | Madrid       | 33         | Economista y diputada por Vox       |           |
| Adela         | Madrid       | 39         | Ingeniera                           |           |
| Silvia        | Madrid       | 34         | Camarera y cazadora                 |           |
| Luci          | Ecuador      | 36         | Militar honorífica de la Legión     |           |
| Ana María     | Valencia     | 60         | Funcionaria y exdeportista de élite |           |
| Zuriñe        | Álava        | 37         | Peluquera                           |           |
| Anapi         | Ávila        | 27         | Ilustradora y diseñadora gráfica    |           |
| Natalia       | Madrid       | 51         | Especialista de cine                |           |
| Angie         | Madrid       | 40         | Operadora de cámara y foquista      |           |
| Anabel        | Barcelona    | 40         | Operadora de cámara y de satélites  |           |
| Erika         | Barcelona    | 44         | Operadora de cámara                 |           |
| Rocío         | Sevilla      | 36         | Operadora de cámara                 |           |
| Ana           | Badajoz      | 39         | Médica                              |           |
| Fina          | La Gomera    | 46         | Operadora de cámara                 |           |

### Estadísticas semanales
|         | Gala 1 | Gala 2   | Gala 3   | Gala 4   | Gala 5    | Gala 6   | Gala 7   | Gala Final |
| ------- | ------ | -------- | -------- | -------- | --------- | -------- | -------- | ---------- |
| Adela   | Entra  | Continua | Continua | Continua | Continua  | Continua | Continua | Finaliza   |
| Ana     | Entra  | Continua | Continua | Continua | Continua  | Continua | Continua | Finaliza   |
| Ana M.  | Entra  | Continua | Continua | Continua | Continua  | Continua | Continua | Finaliza   |
| Anabel  | Entra  | Continua | Continua | Continua | Continua  | Continua | Continua | Finaliza   |
| Anapi   | Entra  | Continua | Continua | Continua | Continua  | Continua | Continua | Finaliza   |
| Angie   | Entra  | Continua | Continua | Continua | Continua  | Continua | Continua | Finaliza   |
| Fina    |        |          |          |          |           |          | Entra    | Finaliza   |
| Luci    | Entra  | Continua | Continua | Continua | Continua  | Continua | Continua | Finaliza   |
| Mireia  | Entra  | Continua | Continua | Continua | Continua  | Continua | Continua | Finaliza   |
| Natalia | Entra  | Continua | Continua | Continua | Continua  | Continua | Continua | Finaliza   |
| Rocio   | Entra  | Continua | Continua | Continua | Continua  | Continua | Continua | Finaliza   |
| Zuriñe  | Entra  | Continua | Continua | Continua | Continua  | Continua | Continua | Finaliza   |
| Erika   | Entra  | Continua | Continua | Continua | Continua  | Abandona |          |            |
| Pitty   | Entra  | Continua | Continua | Continua | Expulsada |          |          |            |
| Silvia  | Entra  | Continua | Continua | Continua | Abandona  |          |          |            |

### Audiencias
| N.º | Fecha de emisión        | Audiencia      |
| --- | ----------------------- | -------------- |
| 1   | 1 de octubre de 2020    | 673 000 (5,3%) |
| 2   | 8 de octubre de 2020    | 470 000 (3,9%) |
| 3   | 15 de octubre de 2020   | 481 000 (4,0%) |
| 4   | 22 de octubre de 2020   | 482 000 (3,8%) |
| 5   | 29 de octubre de 2020   | 333 000 (3,6%) |
| 6   | 5 de noviembre de 2020  | 367 000 (3,5%) |
| 7   | 12 de noviembre de 2020 | 404 000 (4,2%) |
| 8   | 12 de noviembre de 2020 | 404 000 (4,2%) |

## Audiencia media
| Edición                     | Programas | Fecha | Cadena  | Espectadores | Cuota |
| --------------------------- | --------- | ----- | ------- | ------------ | ----- |
| La isla (Primera temporada) | 8         | 2017  | LaSexta | 1 228 000    | 7,4%  |
| La isla (Segunda temporada) | 8         | 2020  | LaSexta | 459 000      | 4,0%  |